# Christian Ude

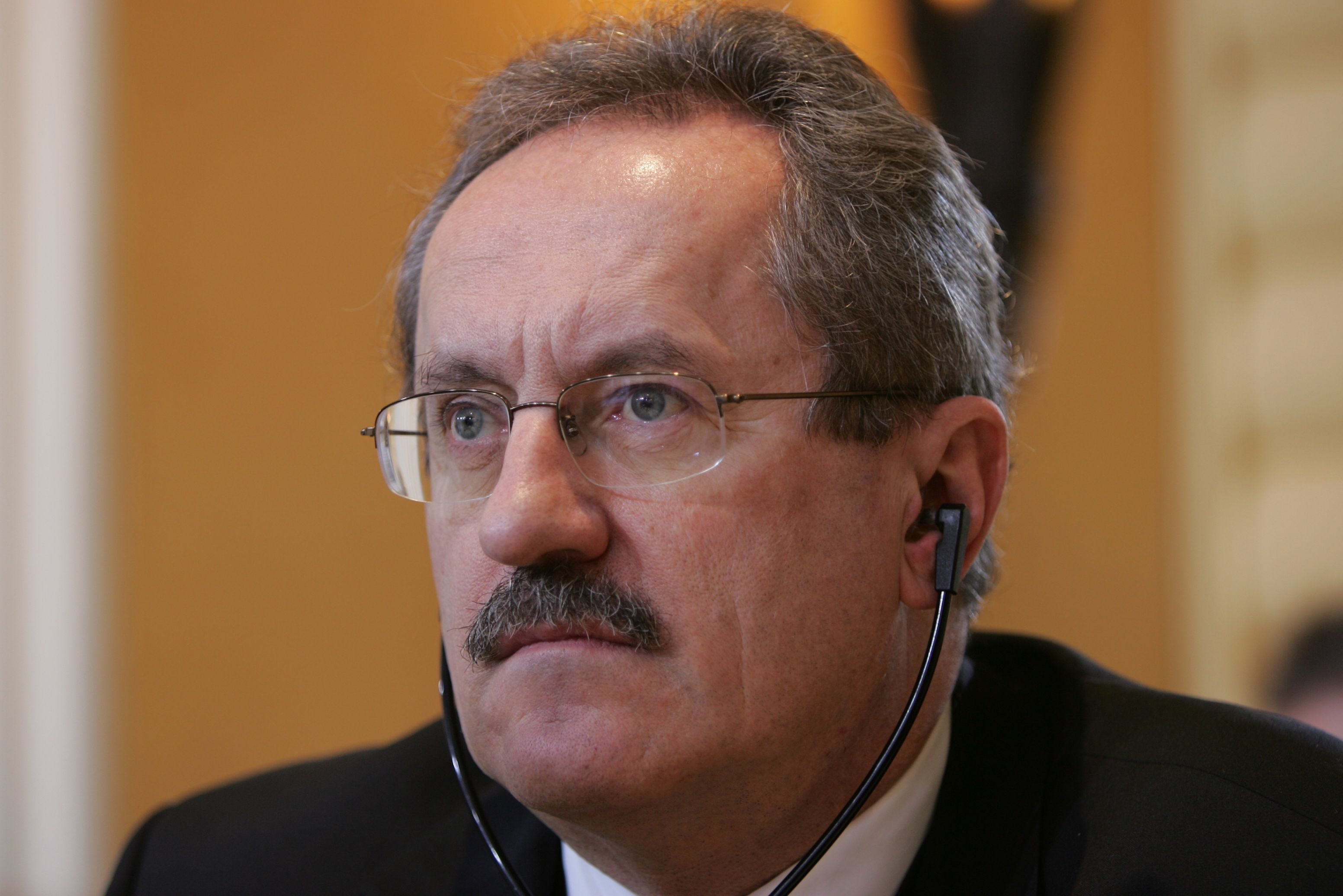
Christian Ude sur la Wehrkunde 2005

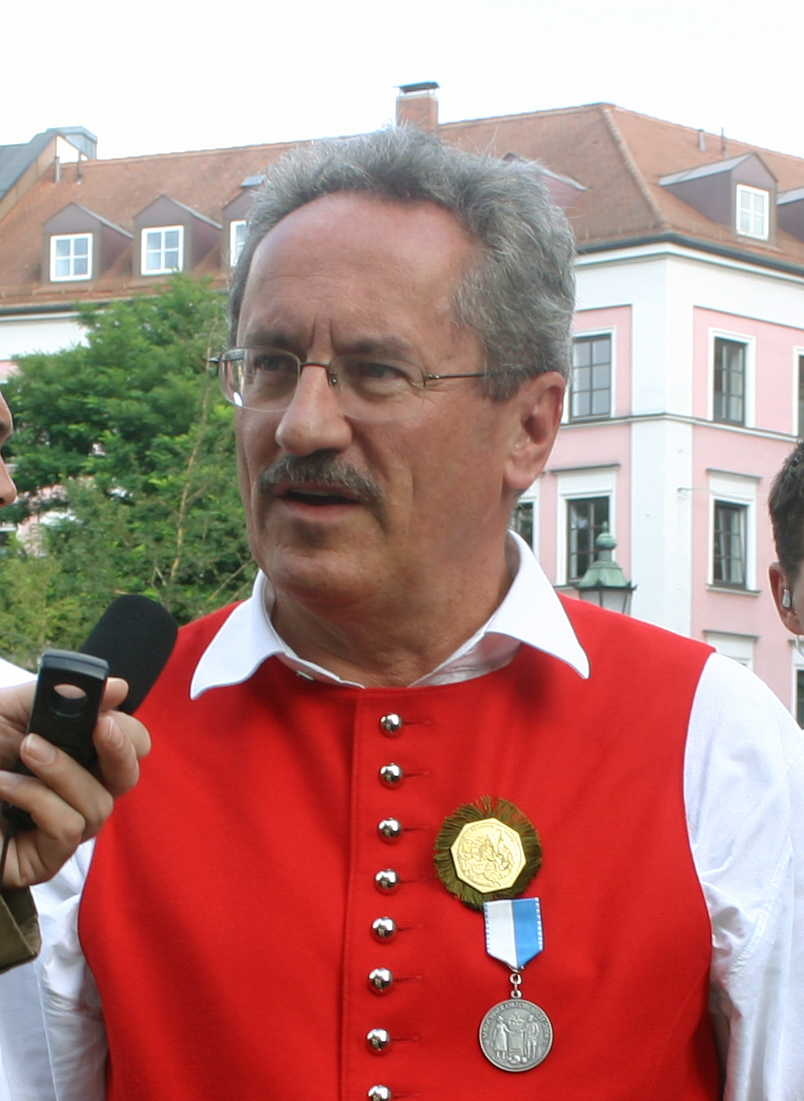
Christian Ude 2006

Christian Ude (né le 26 octobre 1947 à Munich) est un homme politique allemand membre du SPD, et bourgmestre de Munich entre 1993 et 2014. 

## Biographie avant 1993
Après son Abitur, il devient volontaire et rédacteur au Süddeutsche Zeitung. Il étudie le droit à partir de 1969. De 1972 à 1978, il est porte-parole bénévole du SPD à Munich. Après ses seconds examens d'État en droit, qu'il réussit avec mention, il devient de 1978 à 1990 avocat indépendant. En 1983, il se marie à la conseillère municipale, aussi SPD, Edith von Welser-Ude (née le 12 janvier 1939 à Kiel). Elle fait partie du conseil municipal de 1978 à 1990. Aux élections municipales de mars 1990, Christian Ude entre au conseil municipal et en devient le 2 mai 1990 le premier adjoint (Zweiter Bürgermeister en allemand)

## Bourgmestre de Munich
Le 12 septembre 1993, il devient bourgmestre de Munich en succédant à Georg Kronawitter. Il est réélu à trois reprises :   
- le 13 juillet 1999 avec 61,2 % des voix
- le 3 mars 2002 avec 64,5 %
- et le 2 mars 2008 avec 66,8 %.

En 2014, il ne peut se représenter aux élections parce qu'il a atteint la limite d'âge. Le successeur est Dieter Reiter, également du SPD.
Ude est un fervent défenseur de l'indépendance de la commune. Le 2 juin 2005, il devient à Berlin le successeur de la bourgmestre de Francfort-sur-le-Main Petra Roth (CDU) à la présidence du Deutscher Städtetag (conseil des villes allemandes) et est reconduit dans ces fonctions le 24 mai 2007. Dans cette fonction il fait porter sa voix pour obtenir une nouvelle distribution des finances entre villes, Ländern et État fédéral. Le 14 mai 2009, il laisse sa place à sa prédécesseure et devient vice-président. Le 5 mai 2011, il retrouve son poste à Stuttgart, Petra Roth prend elle la vice-présidence.

## Candidat aux élections régionales 2013
En août 2011, Christian Ude fait savoir qu'il sera tête de liste du SPD aux élections pour le Landtag de Bavière, historiquement dominé par la CSU, afin de détrôner le ministre-président Horst Seehofer. Le 21 octobre 2012, il est investi officiellement à la tête de la liste au congrès du parti à Nuremberg avec seulement une voix contre.

## Distinctions
- 1998 : Ordre du Mérite de la République fédérale d'Allemagne, officier
- 2001 : citoyen d'honneur de Mykonos en Grèce
- 2001 : Bayerischer Poetentaler
- 2004 : Ordre bavarois du Mérite
- 2005 : citoyen d'honneur de Pülümür en Turquie
- 2006 : Sigi-Sommer-Taler Kunstpreis
- 2007 : Grand officier de Ordre du Mérite italien[3]

## Publications
- Wege aus der Wohnungsnot. Munich 1990.
- Meine verfrühten Memoiren. Munich 1993.
- Chefsache. Munich 1999.
- Ich baue ein Stadion und andere Heldensagen. Munich 2004.
- (de) Christian Ude et Peter Gauweiler, Briefwechsel, Berlin, Keyser Verlag, 2009 (ISBN 978-3-86886-016-0)
- (de) Christian Ude et Peter Gauweiler, Briefwechsel zwei, Berlin, Keyser Verlag, 2010 (ISBN 978-3-86886-017-7)